# Calydon globithorax
Calydon globithorax là một loài bọ cánh cứng trong họ Cerambycidae.